# Збірна Вірменії з хокею із шайбою
Збірна Вірменії з хокею із шайбою — національна чоловіча збірна команда Вірменії, яка представляє країну на міжнародних змаганнях з хокею. Функціонування команди забезпечується Федерацією хокею Вірменії.

## Історія
Збірна Вірменії дебютувала на чемпіонаті світу III Дивізіону у 2004 році. Вірмени програли усі чотири матчі та посіли останнє місце.
Наступного року вірменська збірна знову зазнали чотири поразки з загальним показником закинутих та пропущених шайб 5:142. Також на цьому турнірі зазнали найбільшої поразки від мексиканців з рахунком 0:48.
У чемпіонаті 2006 року вірмени здобувають свою першу перемогу перегравши ірландців у другому турі 6:0. Зазнавши поразки у третьому турі від Ісландії 4:5 у четвертому турі здобули і другу перемогу над Люксембургом 10:6. Таким чином збірна Вірменії вперше посіла третю сходинку на чемпіонаті світу. 
Збірна була заявлена на чемпіонат світу 2007 року але не брала участі.
У кваліфікаційному турнірі 2008 року вірменам записано дві технічні поразки 0:5 від збірних Греції та Боснії і Герцеговини.
У 2010 році Вірменія приймала чемпіонат світу (Група В) здобула три перемоги над збірними КНДР 7:6, ПАР 9:2 та Монголії 15:0 вийшли до фіналу, де поступились збірній КНДР 2:5 (1:2, 1:2, 0:1).
12 квітня, 2010 року вірмени здобули найбільшу перемогу в товариському матчі над збірною Грузії 22:1.

## Виступи на чемпіонаті світу
- 2004 — 5 місце Дивізіон III
- 2005 — 5 місце Дивізіон III
- 2006 — 3 місце Дивізіон III
- 2010 — 2 місце Дивізіон III Група B
- 2025 — 2 місце Дивізіон IV